# Onthophagus suturalis
Onthophagus suturalis là một loài bọ cánh cứng trong họ Bọ hung (Scarabaeidae).